# Dale Coyne Racing
Dale Coyne Racing är ett amerikanskt racingteam. Teamet deltar i IndyCar Series, efter att tidigare ha tillbringat många år i Champ Car. Det är baserat i Plainfield, Illinois.

## Historia
Dale Coyne grundade teamet inför 1984 års säsong, och efter ett par år började teamet även designa egna bilar, samt tog in den NFL-stjärnan Walter Payton som delägare. Coyne var själv förare i början av stallets era, men lyckades inte speciellt väl, och tvingades sedan köpa in chassin, samt köra med mindre talangfulla förare, som betalade för sina körningar. Dock kunde Coyne ta till sig att ha hjälpt den kommande storstjärnan Paul Tracy in i CART säsongen 1991.
Payton dog 1999 av den ovanliga lungsjukdomen primär skleroserande kolangit. Efter att stallet hetat Payton/Coyne Racing under ett antal säsonger, bytte man tillbaka till bara Coynes namn. Efter säsongen 2001 tvingades stallet sitt ut nästan hela 2002, sedan man inte hittat sponsorer eller förare. 2003 var man dock tillbaka, och tack vare Bruno Junqueira kunde man för första gången bli ett respektabelt team i mitten av 2000-talets första decennium. När CART:s efterföljare Champ Car lades ned, flyttade Coyne över till IndyCar Series, där Justin Wilson kunde ta stallets första seger, när han vann på Watkins Glen 2009.